# Gueorgui Chichkine
Pour les articles homonymes, voir Chichkine.
Gueorgui Gueorguievitch Chichkine (russe : Георгий Георгиевич Шишкин), né le 25 janvier 1948 à Sverdlovsk (aujourd'hui Iekaterinbourg), est un artiste-peintre russe, résident à Monaco depuis 1998. 
Il est connu comme l'auteur du cycle de tableaux Rêves russes, comme portraitiste et comme dessinateur de timbres-poste pour la Principauté de Monaco.

## Biographie
Gueorgui Chichkine est né dans une famille dont le père était musicien, premier violon de l’orchestre du Théâtre musical d'Iekaterinbourg. Il n'a que six ans quand il commence à fréquenter l’École de musique. Mais c'est pour le dessin qu'il développe une telle passion, qu'à  l’âge de dix ans, il est admis à l’École des Beaux-Arts. 
Pendant son enfance, il est profondément marqué par l’atmosphère de la maison de ses arrière-grands-parents fidèles aux traditions russes authentiques, d'avant la révolution de 1917. Muni de son chevalet, il visite de nombreuses villes historiques de son pays ; c'est dans la cathédrale de l'Assomption de Vladimir qu'il est impressionné par les fresques d’Andreï Roublev, considéré comme le premier peintre russe.
Diplômé de l'École nationale supérieure des Beaux-Arts et d'Architecture de Sverdlovsk (actuellement Académie) en 1975, stagiaire à l’École nationale supérieure des Arts Stroganoff de Moscou (actuellement Université nationale des arts industriels Stroganov de Moscou), il a été professeur de dessin et de peinture, pendant dix ans, à l’École supérieure où il fut étudiant.
À partir de 1974, Gueorgui Chichkine participe à des expositions artistiques des professionnels, tout en résistant paisiblement au réalisme socialiste. Dans la même année, il est devenu le lauréat du Concours national des jeunes créateurs de Russie et invité pour participer à l’exposition prestigieuse à Moscou.
L’expérimentation de différentes techniques le conduisent a préférer le pastel à partir de 1980 et, trois ans plus tard, il crée une méthode originale de préparation du support sous le pastel, qui garantit l'adhérence du pastel. Cela lui permet d’élargir les possibilités de pastel et d’obtenir des qualités inhabituelles : luminosité, transparence, fluidité et aussi l’impression de palpitation de la surface picturale.
En 1981, dès sa première exposition personnelle, plusieurs de ses tableaux sont acquis par le Musée des Beaux-Arts d’État.
Simultanément, il travaille comme architecte, et plusieurs édifices sont construits d'après ses projets. Une brillante carrière d'architecte lui est ouverte mais il quitte l'architecture pour la peinture.
Artiste aux multiples facettes, passionné par le théâtre musical (danse et opéra), Gueorgui Chichkine a été dans les années 1982-1985, le créateur du Musée du Théâtre de l’Opéra et de Ballet d’Iekaterinbourg, où il a réalisé deux grandes fresques et une galerie de portraits de solistes célèbres de la scène. Son portrait du maître de ballet Piotr Goussev a été acquis par le Musée de l’Art théâtral de Saint-Pétersbourg.
En 1987, il a réalisé son exposition personnelle à Moscou. Ses tableaux ont été présentés dans l’émission scientifique Evident-incroyable par Sergueï Kapitsa  (1re chaîne de TV de l’URSS). Un article paraît alors à propos de son art dans le magazine grand public Ogoniok (no 2 en janvier, tirage à 3 million d’exemplaires). 
Il s’établit à Moscou et voyage à travers la Russie, en visitant, particulièrement, le monastère de Ferapontov avec les fresques peintes par Dionisius et le monastère de Kirillo-Belozersky. 
Depuis 1989, il participe à des expositions internationales à l'étranger. Il a effectué des voyages créatifs en Allemagne de l’Ouest et en Hollande. 
En 1991, à l’exposition à la galerie Burg Vossloch à Hambourg en Allemagne ses tableaux côtoient les œuvres de Wassily Kandinsky. 
En 1992, à l’issue de voyages à l'étranger, Gueorgui Chichkine, en quête de ses racines, a commencé à peindre des tableaux du cycle Rêves Russes où il tend à exprimer l'essence spirituelle de l'existence, en unissant l’abstraction et la réalité.
Le tableau qu’il a consacré à Chaliapine a été présenté au Théâtre Bolchoï de Moscou. Chichkine a reçu l’invitation du Maire de Saint-Pétersbourg Anatoly Sobtchak pour réaliser l’exposition personnelle de ses œuvres au Musée d’État Russe.
En 1993, il a participé au XIXe Congrès mondial des philosophes à Moscou et au IIe Congrès Mondial des Compatriotes à l’Académie des Sciences de la Russie. 
Sa venue en France, à Paris, en 1993 et puis à Monaco en 1995, lui permettent de rencontrer des descendants de l’émigration russe de la première vague, les Russes blancs, qui ont conservé la culture russe loin de la Patrie. Ce qui a lui a donné une nouvelle impulsion pour continuer son travail sur son cycle «Rêves Russes». À Paris il comprend qu’il est un peintre russe.  
Il a réalisé son exposition à Paris en 1993, et puis, en 1995, son exposition à Versailles a été ouverte par le Maire de Versailles André Damien, membre de l’Institut de France. Madame Tatiana de Wassiltchikoff (son arrière-grand-père a été le Directeur du Musée de l'Ermitage de Saint-Pétersbourg à l’époque d’Alexandre III) l'invite à exposer à Cannes et plus tard à la Principauté de Monaco. 
Lord Alistair McAlpine, après avoir visité l'exposition de Chichkine à Paris en 1995, lui consacre l'article intitulé Peintre qui capture l’énigme de la Russie (Painter who captures the enigma of Russia) paru dans The European Magazine (21 - 27 septembre) et souligne la grande maîtrise et la haute qualité des œuvres du peintre.
En 1998, il a participé à l'Exposition du XXXIIe Prix International d'Art Contemporain de Monte-Carlo, organisée par la Fondation Prince Pierre de Monaco. 
En 1999, il est devenu le lauréat du Grand Prix de la Fondation Taylor et il a participé à l'exposition « Les Maîtres du Portrait contemporain » au musée des Beaux-Arts de Menton. 
Dans la même année, il participe à l'exposition de douze maîtres de l'Art contemporain chez Christie's à Monaco et le 6 mars, au cours d’une vente aux enchères par Christie's, un tableau de Guéorgui Chichkine a obtenu la quatrième place parmi des œuvres d'artistes de renom international, tels qu'Arman, Botero, Matta, Folon (Le Figaro du 20 mars 1999). Son tableau a été acquis par Luciano Pavarotti. 
Ses expositions sont passées avec succès : au Palais des Festivals de Cannes (1999), à l’Opéra de Monte-Carlo (1999), à la Galerie des Ponchettes de musées de Nice (2000), Château-Musée d'Impressionnisme d'Auvers-sur-Oise (2000), au Théâtre National de Luxembourg, au Musée-Citadelle de Villefranche-sur-Mer (2005), au Grimaldi Forum Monaco en 2006, au Théâtre de Pierre Cardin à Paris en 2009, à l’Espace d'Art de Monaco en 2009, à la Mairie du 16e arrondissement de Paris dans le cadre de l'Année France-Russie en 2010 (sous le haut patronage d'Hélène Carrère d'Encausse), au Centre des Congrès de Monaco - l'Auditorium Rainier III - dans le cadre de l'Année de la Russie à Monaco en 2015.
Les œuvres de Gueorgui Chichkine se trouvent dans les musées et collections privées de nombreux pays du monde, notamment au Palais Princier de Monaco, dans la collection de la reine Élisabeth II du Royaume-Uni, du ténor Luciano Pavarotti, de Lord Alistair McAlpine, des frères Lords David et Frederick Barclay, du Comte Ghislain de Vogüé, de Guy Heytens. L’artiste a réalisé une série de tableaux pour le Palais royal de S.A. Cheikh Zayed ben Sultan Al Nahyane d’Abou Dhabi, président des Émirats arabes unis (EAU).
Résident de la Principauté de Monaco depuis 1998, Gueorgui Chichkine participe à des manifestations caritatives au profit des enfants et des malades. En 1999, il prend part aux œuvres de bienfaisance de l'Association humanitaire Monaco : Aide et Présence au profit des enfants déshérités du monde.
Invité pour la création de timbres-poste de Monaco en 2005, il a remporté le concours pour les effigies de profil de S.A.S. le prince Albert II. (Catalogue de Luxe de l'Exposition des 100 timbres et documents philatéliques parmi les plus rares du monde, « MonacoPhil 2006 ».) 
En 2009, il a créé deux timbres-poste à l'occasion du centenaire des Ballets Russes de Diaghilev, pour lesquelles il a reçu félicitation de la part de Geoffrey Marsh, Directeur du Département du Théâtre du Victoria and Albert Museum de Londres.
En 2011, il a gagné le concours pour le bloc philatélique consacré au mariage de S.A.S. le prince Albert II de Monaco avec la princesse Charlène. Un bloc au format 100 × 120 mm vertical est émis le 1er juillet et en 2012. 
Il a été invité pour la création de timbres-poste de Russie. Son premier bloc postal a reçu la nomination de meilleur timbre-poste de la Russie de 2012 et son deuxième bloc postal a reçu la nomination de meilleur timbre-poste de la Russie de 2013. 
En 2013, il est invité d’honneur au Ier Exposition Internationale Philatélique à Moscou (Rossika), du 27 au 29 septembre au Chambre de Commerce et d'Industrie de la Russie.
En 2016, dans le cadre du 4e Concours international de peinture grand format à Fourges, une des manifestations du Festival Normandie impressionniste 2016, il gagne le Prix « Pastel ».
En 2017, l'Exposition personnelle du peintre Guéorgui Chichkine "Rêves Russes" a été réalisée au Musée national Russe de Saint-Pétersbourg en Russie.

## Œuvres
- Cycle de tableaux Rêves Russes ;
- Série de portraits d’artistes : d’Innokenti Smoktounovski, de Jean Marais, de Gérard Depardieu ;
- Tableaux, consacrés au Théâtre : Hommage à Chaliapine, 1993 ; triptyque Hommage aux Ballets russes de Diaghilev, 1997 ; Hommage à Nijinsky, 1999-2001 ; Serge Lifar en Icare, 2005 ;
- Timbres-poste de Monaco ;
- Timbres-poste de Russie ;

## Expositions

### Expositions personnelles (principales)
- 1981 - Maison des Artistes, Iekaterinbourg ;
- 1982 - Salle Centrale d'exposition, Tumen ;
- 1983 - Musée des Beaux-Arts, Irbit ;
- 1984 - Conservatoire d'État de l'Oural, Iekaterinbourg ;
- 1985 - Portrait théâtral, Musée de l'Opéra d'Iekaterinbourg ;
- 1986 - Palais de la Culture de l'Usine Oural Machines, Iekaterinbourg ;
- 1987 - Maison Centrale des Artistes, Moscou ; - Maison Centrale de l'Écrivains, Moscou ; - Palais de la Culture, Cité des Cosmonautes Zvezdny ; - Palais de la Culture, Cité des Physiciens, Doubna ; - Maison Centrale des Architectes, Moscou ;
- 1988 - Centre de la Culture de l'Université d'État de Moscou ; - Maison de Cinématographie, Moscou ;
- 1989 - Salle d'exposition du Ministère de l'Industrie pétrolière et de gaz, Moscou ;
- 1991 - Galerie Burg Vossloch, Hambourg, Allemagne ; - Hall du Soviet Suprême, Moscou ;
- 1993 - Théâtre Bolchoï (présentation du tableau consacré à Chaliapine), Moscou ; - Exposition au XIXe Congrès Mondial des Philosophes, Moscou ; - Exposition au IIe Congrès mondial des compatriotes, Académie des sciences de la Russie,
- 1994 - Galerie ADS, Paris ;
- 1995 - Trianon, Versailles ; - Galerie de l'Hôtel Majestic, Cannes ; - Salle d'expositions, rue de la Faisanderie, Paris ;
- 1996 - Galerie de l'Hôtel de Paris, Monte-Carlo ; - Galerie d'Arts Rocco Turzi, boulevard Haussmann, Paris ;
- 1997 - Grande Maison, Bures-sur-Yvette (Cité des Physiciens) ; Galerie de l'Hôtel de Paris, Monte-Carlo ;
- 1999 - Palais des Festivals, Cannes ; - Atrium du Casino, Monte-Carlo ;
- 2000 - Galerie des Ponchettes (Musée de Nice), Nice ; - Château-Musée d'Impressionnisme, Auvers-sur-Oise ;
- 2001 - Théâtre National, Rabat, Maroc ;
- 2002 - Galerie du Château, Versailles ;
- 2004 - Exposition d'un tableau, consacré à poète russe Lermontov, Théâtre de la Monnaie, Bruxelles ;
- 2005 - Maison des Russes de l'émigration Soljenitsyne, Moscou ; - Galerie ART 3 [3], Paris ; - Grand Théâtre, Luxembourg ; - Musée-Citadelle Saint-Elme, Villefranche-sur-Mer ;
- 2006 - Grimaldi Forum Monaco[4] ;
- 2008 - Exposition dans le cadre : "Un siècle et demi de présence russe sur la Côte d'Azur", Centre universitaire méditerranéen (CUM), Promenade des Anglais, Nice ;
- 2009 - Exposition des œuvres de Gueorgui Chichkine et la soirée de gala exceptionnelle en « Hommage à Diaghilev » (Centenaire des Ballets russes), Espace Pierre Cardin, 1/3, Avenue Gabriel, Paris ; - Exposition Hommage aux Ballets Russes de Diaghilev[5], du 27 septembre (Journée Européenne du Patrimoine) au 26 octobre. Espace d'Art du Comité national monégasque de l'Association internationale des arts plastiques (AIAP) auprès de l’UNESCO, 10, Quai Antoine Ier, Monaco ;
- 2010 - Exposition « Rêves Russes » à Paris[6], dans le cadre de l'Année France-Russie 2010[7], sous le haut patronage de Mme Hélène Carrère d’Encausse, secrétaire perpétuel de l’Académie française, Mairie du 16e arrondissement de Paris : 71, avenue Henri Martin ;
- 2011 - Exposition de deux grands tableaux (2,5 × 2,5 m) du cycle « Rêves Russes » dans la Cathédrale de Monaco à l'occasion du Centenaire de la Consécration du Cathédrale ;
- 2012 - Salle d'expositions, Waterloo, Belgique[8] du 6 juin au 1er juillet. Vernissage en présence d'Alexandre Pouchkine (descendant du célèbre écrivain russe). Conférence le 14 juin ;
- 2013 - Exposition Internationale Philatelique à Moscou (Rossika) du 27 au 29 septembre au Chambre de Commerce et d'Industrie de la Russie ; - Exposition au Théâtre de Serguei Bezroukov, Moscou ;
- 2014 - Exposition personnelle au Forum mondial culturel et économique « Journées de la Russie en Europe », Baden-Baden, Allemagne ; - Grimaldi Forum Monaco ;
- 2015 - Exposition « Rêves Russes » du peintre Guéorgui Chichkine dans le cadre de l'Année de la Russie à Monaco, Centre des Congrès de Monaco - Auditorium Rainier III (boulevard Louis II), juillet ; - Exposition « Rêves Russes » dans la Cathédrale de Monaco, août - septembre - octobre ;
- 2017 - Exposition « Rêves Russes » du peintre Guéorgui Chichkine, Musée National Russe, Saint-Pétersbourg, Russie, du 28 juin au 31 juillet 2017 ; - Centre de l’Union des Artistes de Saint-Pétersbourg, Russie ;
- 2024 - Exposition « Entre le ciel et la terre » à la Galerie Schwab Beaubourg (près du Centre Pompidou) à l'adresse : 35, rue Quincampoix 75004 Paris, du 25 janvier au 9 mars 2024

### Expositions collectives (principales)
- 1974 - Exposition traditionnelle du printemps, Maison des Artistes, Iekaterinbourg ; - Les Créations des jeunes gens, VDNKh, Moscou ;
- 1980 - Exposition régionale de la peinture, Galerie d'État, Iekaterinbourg ;
- 1982 - Exposition nationale, Salle centrale d'expositions – Manège, Moscou ; - La Nouvelle Collection, Musée des Beaux-Arts, Iekaterinbourg ;
- 1987 - Exposition russe-américaine au Congrès Coopération dans l'Espace au nom de la Paix sur la Terre, International Trade Center Hammer, Moscou ;
- 1989 - Portrait russe, Maison des Artistes, Moscou; - Exposition d'automne de peinture, Galerie 28, Malaia Grouzinskaia, Moscou; - Exposition Internationale Kunst und Kosmos, Hambourg, Hanovre, Düsseldorf, Kö-Galerie;
- 1991 - Art russe (avec Kandinsky), Galerie Burg Vossloch, Hambourg ; - Exposition des artistes de la Fédération internationale des artistes de l'UNESCO, Salle centrale d'exposition Manège, Moscou ;
- 1995 - Les Artistes du Monde, Espace Montparnasse, Paris ;
- 1996 - Salon des Artistes Français, Paris ;
- 1997 - Salon 97 des Artistes de Monaco (invité d'honneur), Centre de Rencontres Internationales, Monte-Carlo ; - Salon des Artistes Français, Paris ; - Galerie Monaco Fine Arts, Sporting d'Hiver, Place du Casino, Monte-Carlo ;
- 1998 - XXXIIe Prix international d’Art contemporain de Monte-Carlo, organisée par la Fondation Prince Pierre, Monaco ;
- 1999 - Exposition chez Christie’s de 12 maîtres de l'Art contemporain : Arman, Botero, Chichkine, Folon, Matta, Nall, Castiglioni, Ingermann, Tobiasse, Sabala, Schuyff, Monaco; - Créateurs d'Aujourd'hui, organisée par Arts Inter (invité comme Président d'honneur), Palais des Congrès, Saint-Quay-Portrieux ; - Les Maîtres du Portrait contemporain, Musée des Beaux-Arts, Menton ;
- 2000 - Galerie de la Fondation Taylor, Paris ;
- 2001 - Les Ambassadeurs de l'Art Européen, Lincoln Centre, New York ;
- 2002 - EUROPASTEL (invité d'honneur), Coni (Cuneo), Italie ;
- 2003 - Maison de Radio-France, Paris ;
- 2004 - Château-Musée Grimaldi, Cagnes-sur-Mer ;
- 2005 - 1re Exposition internationale du pastel à Moscou, Maison centrale des Artistes ;
- 2006 - Art en Capital, Grand Palais, Paris ;
- 2007 - 1er Salon international du Pastel, Charenton-le-Pont (près de Paris) ;
- 2008 - Exposition Internationale du Pastel à Feytiat (près de Limoges), France (invité d’honneur) ;
- 2009 - Galerie Monaco Fine Arts, Sporting d'Hiver, Place du Casino, Monte-Carlo ; - Centenaire des Ballets Russes de Diaghilev, Centre culturel de la Russie, Paris ;
- 2010 - Art en Capital, Grand Palais, Paris ;
- 2011 - Exposition-concours Heureux qui comme Ulysse… à la Galerie L'Entrepôt, Monaco ; - Exposition Des Ballets russes au Grand Meaulnes au Château de La Chapelle d'Angillon (France), du 25 juin au 2 octobre ; - Exposition des peintres russes de Paris[9] dans le cadre du 150e anniversaire de la consécration de la Cathédrale orthodoxe russe Saint-Alexandre-Nevsky de Paris, du 17 au 24 novembre, Galerie Sialsky - 2, rue Pierre-le-Grand, Paris 8e ;
- 2012 - Exposition à la Mairie d’Anvers, Belgique ; - Exposition La Russie orthodoxe, Salle centrale d’expositions, Manège, Moscou ;
- 2015 - Exposition Culture : L'essentiel des Artistes de l'Association Internationale des Arts Plastiques auprès de l'UNESCO sous le Haut Patronage de S.A.S. Le Prince Souverain Albert II de Monaco (Invité d'honneur à l'Année de la Russie à Monaco) ;
- 2021 - 5e Forum des Artistes de Monaco ;
- 2022 - 6e Forum des Artistes de Monaco. Salle d'expositions Léo Ferre, Monaco ;
- 2024 - 5e Salon International d'Art contemporain à Monaco, du 23 au 25 août, Chapiteau de Fontvieille, 5 Avenue des Ligures, Monaco ; - 7e Forum des Artistes de Monaco[10], du 7 au 14 novembre, Centre des Congrès de Monaco - Auditorium Rainier III, Boulevard Louis II, Monaco ;

### Timbres-poste de Monaco
Invité pour la création de timbres-poste de Monaco en 2005, Gueorgui Chichkine a remporté le concours pour les effigies de profil de S.A.S. le prince Albert II.
- La Salle Garnier (Opéra de Monte-Carlo), bloc de six timbres, le 16 novembre 2005.
- 150e anniversaire de la création de l'Orchestre Philharmonique de Monte-Carlo, 1856 - 2006, le 6 avril 2006.
- 40e anniversaire de la Fondation Prince Pierre de Monaco, le 20 juin 2006.
- Effigies de profil de S.A.S. le prince Albert II de Monaco, série d'usage courant de son règne, lauréat du concours, le 1er décembre 2006 (Catalogue de Luxe de l'Exposition des 100 timbres et documents philatéliques parmi les plus rares du monde, MonacoPhil 2006, Monaco).
- Europa : Centenaire du scoutisme, diptyque, le 4 mai 2007.
- Johannes Brahms, 175 ans de la naissance du compositeur, le 3 janvier 2008.
- 50e anniversaire du Prix Nobel de Littérature à Boris Pasternak, le 8 avril 2008.
- 48e Festival de Télévision de Monte-Carlo, le 2 juin 2008.
- 200e anniversaire de la naissance de Félix Mendelssohn, le 29 janvier 2009.
- Centenaire des Ballets russes de Diaghilev, le 11 mai 2009.
- 150 ans de la naissance d'Anton Pavlovitch Tchekhov, le 4 décembre 2009.
- Coupe du Monde de Football en Afrique du Sud, diptyque, le 4 mars 2010.
- Mariage de S.A.S. le prince Albert II de Monaco avec Mlle Charlène Wittstock, le bloc, lauréat du concours, le 1er juillet 2011.
- 50 ans du 1er voyage de l'Homme dans l'Espace, le 28 septembre 2011.
- Bicentenaire de la naissance de Théophile Gautier, le 10 octobre 2011.
- 150e anniversaire de la naissance du compositeur Claude Debussy, le 22 août 2012.
- Centenaire de la création de ballet Le Sacre du Printemps de Stravinsky, le 22 mai 2013.
- La Nativité, le 10 octobre 2013.
- 2015 Année de la Russie à Monaco, le 7 janvier 2015.
- 175e anniversaire de la naissance du compositeur russe Tchaïkovski, le 10 septembre 2015.
- 150e anniversaire de la naissance d'Arturo Toscanini, le 21 juin 2017[11].
- 200e anniversaire de la naissance du compositeur Jacques Offenbach, le 20 juillet 2019[12].
- 250e anniversaire de la naissance du compositeur Ludwig van Beethoven, le 11 juin 2020[13].
- 200e anniversaire de la naissance de l'écrivain russe Fiodor Dostoïevski, le 21 mai 2021[14].
- 150e anniversaire de la naissance de Serge de Diaghilev, l’un des plus importants promoteurs de l’art russe à l’étranger, le 9 mai 2022[15].
- 150e anniversaire de la naissance du compositeur russe Sergueï Rachmaninov, le 22 mars 2023[16].
- 500e anniversaire de la naissance du poète français Pierre de Ronsard, le 4 septembre 2024[17].
- 25e anniversaire de l'Association Les Amis de l'Orchestre philharmonique de Monte-Carlo, 2000 - 2025, le 2 juin 2025[18].

### Timbres-poste de Russie
- 400e anniversaire de la restauration de l'unité de l'État russe, le 2 novembre 2012, lauréat du concours « Meilleur timbre-poste de la Russie de 2012 »[19].
- 1150e anniversaire de mission des saints Cyrille et Méthode aux pays slaves, le 24 mai 2013, lauréat du concours « Meilleur timbre-poste de la Russie de 2013 »[20].
- 200e anniversaire de la naissance de l'écrivain russe Ivan Tourgenev, le 10 août 2018[21].
- 200e anniversaire de la naissance du poète russe Afanassi Fet, le 16 juillet 2020[22].
- 150e anniversaire de la naissance de Serge Diaghilev, une personnalité théâtrale et artistique, le 31 mars 2022[23].

### Sources
- Exposition de Gueorgui Chichkine, Toutes les nouvelles, le 8 février 1995, photo de vernissage avec André Damien.
- La Gazette de l'Hôtel Drouot, le 10 février 1995;
- Culture : G. Chichkine - Peintre de l'âme russe, Versaeilles, mars 1995.
- Pierre-Marc Levergeois, Exposition, Arts Actualités Magazine, mars 1995.
- Vladimir Nogovsky, Humain dans l'homme / Человеческое в человеке, La Pensée Russe / РУССКАЯ МЫСЛЬ, Paris, no 8 (4066), 23 février - 1er mars 1995.
- X. Renaud, La Russie retrouvée, Point de vue (Images du monde), le 25 avril 1995.
- Alistair McAlpine, Peintre qui capture l'énigme de la Russie / Painter who captures the enigma of Russia, The European Magazine, 21-27 septembre 1995, London, pages 2–3.
- Aurore Busser, Portrait et rêves russes de Gueorgui Chichkine, Nice-Matin, le 21 juin 1995.
- Éric Duliere, Chichkine : galerie des portraits, Nice-Matin, le 31 mars 1996.
- Le Figaro, 19 mars 1997.
- René Briano, Diaghilev parmi les Rêves russes de Chichkine, Nice-Matin, le 2 avril 1997.
- Carole Chabrier, Gueorgui Chichkine : Rêve Russe à l'Hôtel de Paris, Monte-Carlo Méditerranée Magazine, Monaco, avril 1997.
- Catalogue de l'exposition XXIIe Prix International d’Art Contemporain de Monte-Carlo, 1998.
- Catalogue de l'exposition chez Christie's de douze peintres, Monaco, 1999.
- Gaëlle Arama, Un ténor en or (concert de Pavarotti et l'exposition chez Christie's de douze peintres), Nice-Matin, le 2 mars 1999.
- Éric Duliere, M.A.P.: la famille des artistes généreux , Nice-Matin, Photo/France Press, le 7 mars 1999.
- Stéphane Bern, A Monaco, divas, peintres et étoiles rivalisent de talent et de générosité, Le Figaro, le 20 mars 1999.
- Taylor, juillet 1999.
- Jean-Marie Fiorucci, Russie éternelle dans l'atrium du Casino de Monte Carlo, Nice-Matin, le 15 octobre 1999.
- Rachel Dordor, Les maîtres du portrait contemporain au musée des Beaux-Arts de Menton, Nice-Matin, le 24 octobre 1999.
- Gueorgui Chichkine, Arts Actualités Magazine, Paris, janvier 2000.
- L’Art sur la Côte d’Azur: musées, expositions, les personnages célèbres, 2000.
- Nicole Laffont, L'âme de Chichkine à la Galerie des Ponchettes, Nice-Matin, le 16 septembre 2000.
- Robert Verdoi, Gueorgui Chichkine: un immense succès (Plus de 3 000 visiteurs pendant quinze jours - un record pour la Galerie de musées), Le Niçois, 5-11 octobre 2000.
- Huguette Marsicano, Portrait : Gueorgui Chichkine, Côte, automne/hiver 2000, p. 12.
- Jean-Bernard Cahours d'Aspry, Gueorgui Chichkine, un grand peintre du Ballet, Danse light, Paris, mars-avril 2001, p. 35.
- A. Krombi, Gueorgui Chichkine à l'honneur, Matin du Sahara et du Maghreb, Maroc, 16 juin 2001.
- Le sommet du pastel, Matin du Sahara et du Maghreb, Maroc, le 25 juin 2001.
- Jean-Francois Dupaquier, Auvers-sur-Oise : Un Russe au château (L'exposition Chichkine est prolongée), L’Echo Régional, le 1er novembre 2000.
- Jean-Christoph Daviot, L'Evènement: Gueorgui Chichkine: le talent au bout des doigts, La gazette du Val d'Oise, le 1er novembre 2000.
- Blandine Seigle, Les rêves pastel de Gueorgui Chichkine[26] (exposition au château-musée d'Auvers-sur-Oise), Le Parisien, le 2 novembre 2001.
- Danse light, mars - avril 2003.
- Laurence Haloche, De toile en toile, Le Figago magazine, Photo : Sipa Press, Paris, le 8 novembre 2003.
- Hervé Mari, Gueorgui Chichkine offre ses couleurs aux enfants malades, Nice-Matin, le 20 janvier 2005.
- Serge Lifar à l’honneur, Point de vue, 23-29 mars 2005, no 2957, photo : Maître Gueorgui Chichkine devant de son tableau Serge Lifar en Icare".
- Regina Ouvarova / Регина Уварова, Gueorgui Chichkine - le continuateur des traditions des relations culturels entre la France, la Principauté de Monaco et la Russie / Георгий Шишкин - продолжатель традиций культурных связей между Францией, Монако и Россией, Côte /Берег, no 26, 2005.
- Carole Chabrier, Chichkine : Mystère de la peinture, Monte-Carlo Méditerranée Magazine, Monaco, mai-juin 2005.
- Elena Iakounina / Елена Якунина[27], Рабочий Русских снов, La Pensée Russe / РУССКАЯ МЫСЛЬ, Paris, 6-12 octobre 2005.
- André Link, C’est la terre russe, c’est son odeur!, Luxemburger Wort, 29 novembre 2005.
- Thierry Arzens, Chichkine à la Citadelle de Villefranche, Art d'Azur, le 29 décembre 2005.
- Les rêves russes de Chichkine à Saint Elme[28], Nice-Matin, le 30 décembre 2005.
- Ya. M., Vente aux enchères au cours du Noël russe de l'Hôtel de Paris, Nice-Matin, le 13 janvier 2006.
- Sesile Coutan, Exposition: Serge Lifar, Danse, janvier 2006.
- Evgenia Solodovnikova, Gueorgui Chichkine, VIP-Premier, janvier 2006.
- Gueorgui Chichkine au Grimaldi Forum[29], Nice-Matin, le 19 février 2006.
- Sophie Bastide[30], L'Écho de la timbrologie, no 1799, septembre 2006, p. 12-13.
- Catalogue de Luxe de l'Exposition des 100 timbres et documents philatéliques parmi les plus rares du monde, MonacoPhil 2006, Monaco, décembre 2006[31].
- Gueorgui Chichkine, Impulsion, décembre 2007.
- Jacques Bavent, Une semaine sur les traces de la Russie à Nice, Nice-Matin, le 5 avril 2008.
- Tele/visions[32] - 48e Festival de Télévision de Monte-Carlo, le 12 juin 2008.
- J.-Ph. Julien, Peintre russe Guéorgui Chichkine est l'invité d’honneur du Festival de Pastel, Le Populaire du Centre, le 22 juillet 2008.
- Claude Fuzeau, Art et spectacles: Les Ballets russes dans la cité, La Nouvelle République, le 8 septembre 2008.
- Victor Loupan (ru) / Виктор Лупан[33], A la mémoire de Boris Pasternak / Память о Борисе Пастернаке, La Pensée Russe / РУССКАЯ МЫСЛЬ, Paris - London, no 45 (4724), le 28 novembre – le 4 décembre 2008, 17 (4744).
- Anne de Champigneul, Association Saint Vladimir rend hommage à Boris Pasternak à l'Ambassade de Russie (photo : Peintre Gueorgui Chichkine devant de son tableau), FOCUS magazine, no 12, Printemps 2009.
- Victor Ignatov / Виктор Игнатов[34], La Saison Russe chez Cardin / Русский сезон у Кардена, La Pensée Russe / РУССКАЯ МЫСЛЬ, Paris - London, no 17 (4744), 1-7 mai 2009.
- Victor Ignatov / Виктор Игнатов[35], Monte Carlo et Les Ballets Russes / Монте-Карло и Русские балеты, La Pensée Russe / РУССКАЯ МЫСЛЬ, Paris - London, no 21 (4748), 29 mai - 4 juin 2009.
- Patrimoine : lever de rideau, Nice-Matin[36], le 25 septembre 2009.
- Fabien Bonilla, Comité National Monégasque : Exposition de Gueorgui Chichkine Hommage à Nijinsky et aux Ballets russes, Monaco info, 30 septembre - 1 octobre 2009.
- T. Stojanov [37], Les Ballets Russes de Chichkine présentés au quai Antoine Ier, Nice-Matin (Monaco-Matin), le 19 octobre 2009.
- Victor Ignatov / Виктор Игнатов, Le grand Petipa / Великий Петипа, La Pensée Russe / РУССКАЯ МЫСЛЬ, Paris - London, no 11 (4786), 19 - 25 mars 2010.
- L'Année France-Russie 2010, Exposition Rêves russes, de Gueorgui Chichkine", Exposition Rêves russes, de Gueorgui Chichkine, avril 2010.
- Artcorusse : Guéorgui Chichkine à la Mairie du XVIe[38], avril 2010.
- Youri Oulianovsky / Юрий Ульяновский, Exposition des œuvres du peintre Gueorgui Chichkine devenu un évènement dans la vie culturelle de Paris[39], ITAR-TASS, le 7 mai 2010.
- Daria Jouravleva / Дарья Журавлёва, Rêves russessous le ciel parisien[40], La Pensée russe / РУССКАЯ МЫСЛЬ, Paris - London, no 18 (4793), 7 - 13 mai 2010.
- Maria Tchobanov, Les peintres russes de Paris[41], La Russie d'Aujourd'hui, le 18 novembre 2011.
- Daphné Manuel, Derrière le timbre, une sensibilité d'artiste[42], le 5 décembre 2011.
- Louisette M., A brush with genius[43], VV Luxury Magazine (London, Paris, Moscow, Bremen, Dubai), Summer 2012, p. 6-9.
- Silvia Cipriano, Gueorgui Chichkine - peintre russe de Monaco / Георгий Шишкин - русский художник из Монако[44], magazine MONACO БИЗНЕС, no 5, 2013, p. 24-26.
- Fabrizio Carbone, Destination : Russia / Направление - Россия[45], magazine MONACO БИЗНЕС, no 7, 2013, p. 8 - 11.
- Elena Evdokimova / Евдокимова Елена, Художник Георгий Шишкин[46], magazine RUS (Monaco), no 2, 2013, p. 68 - 69 (76 - 77).

## Vidéo
- L’événement: le peintre russe a reçu une reconnaissance au Monaco, TV Centre (Russie), le 1er mai 2012.